# Bradley Locko
Banzouzi Bradley Locko (Ivry-sur-Seine, 6 de maio de 2002) é um futebolista francês que atua como lateral-esquerdo. Atualmente joga pelo Brest.

## Carreira
Locko nasceu em Ivry-sur-Seine e passou por várias academias de futebol nos subúrbios de Paris, incluindo CA Vitry e US Ivry, antes de passar alguns anos em Montrouge, de onde ingressou no FC Lorient em 2019.
Bradley assinou seu primeiro contrato profissional com o Stade de Reims em junho de 2020, passando seu primeiro ano em Champagne com o time reserva do National 2.
Ele fez sua estreia profissional pelo Reims em 15 de agosto de 2021, começando o empate em casa por 3 a 3 da Ligue 1 contra o Montpelier como lateral-esquerdo. Seu desempenho foi visto como promissor, entre um time bastante jovem do Reims, com nomes como Ilan Kebbal e Hugo Ekitike.
Em 31 de janeiro de 2023, Locko se juntou ao Brest por empréstimo com opção de compra. Mais tarde naquele ano, em 27 de julho, Brest anunciou a contratação permanente de Locko em um contrato de quatro anos, por uma taxa relatada de € 500.000. Mais tarde, ele foi nomeado para o Time do Ano para a temporada 2023-24, já que seu clube garantiu o terceiro lugar na liga e a primeira qualificação para a Liga dos Campeões da UEFA.

## Títulos
França sub-23
- Jogos Olímpicos: 2024 (medalha de prata)